# Претин
Претин (њем. Prettin) град је у њемачкој савезној држави Саксонија-Анхалт. Једно је од 39 општинских средишта округа Витенберг. Према процјени из 2010. у граду је живјело 1.933 становника. Посједује регионалну шифру (AGS) 15091250.

## Географски и демографски подаци
Претин се налази у савезној држави Саксонија-Анхалт у округу Витенберг. Град се налази на надморској висини од 77 метара. Површина општине износи 28,8 km². У самом граду је, према процјени из 2010. године, живјело 1.933 становника. Просјечна густина становништва износи 67 становника/km².